# عملية مارن أفالانش
عملية مارن أفالانش هي عملية عسكرية أمريكية نُفذت جنوب بغداد في يوليو / تموز 2007 ، كجزء من عملية " الرعد الشبح " . كان الهدف من العملية الهجومية منع استخدام جنوب بغداد كملاذ آمن ، ومنع نقل الأسلحة والذخائر وأنشطة المتمردين إلى بغداد 

## تفاصيل العملية
كان هدف العملية تحسين الأوضاع الأمنية في جنوب بغداد والحد من نفوذ المتمردين في المنطقة . وكان من أهداف العملية أيضًا وقف تدفق الأسلحة إلى بغداد .
بُنيت عملية مارن أفالانش على نجاحات العملية الهجومية التي نفذتها قوة المهام مارن ، والتي كانت تسمى شعلة مارن ، والتي بدأت في 16 يونيو 2007 . أسفرت عملية شعلة مارن عن تطهير أكثر من 1152 مبنى ، وقتل 83 من المشتبه بهم من المتمردين ، واعتقال 278 من المشتبه بهم من المتمردين ، والعثور على 51 مخبأ للأسلحة ، وتدمير 51 قاربًا ، وإدخال 872 مواطنًا عراقيًا في نظام التعريف البيومتري .